# Megachile pamperella
Megachile pamperella är en biart som beskrevs av Joseph Vachal 1908. Megachile pamperella ingår i släktet tapetserarbin, och familjen buksamlarbin. Inga underarter finns listade i Catalogue of Life.